# Полыковичский сельсовет
Полы́ковичский сельсовет (бел. Палы́кавіцкі сельсавет) — административно-территориальная единица Могилёвского района Могилёвской области Беларуси. Административный центр — агрогородок Полыковичи.

## История
20 августа 1924 года Могилёвский район был поделён на 19 сельсоветов, одним из них сельсоветов был Полыковичский.
27 марта 1973 года в городскую черту города Могилёва включены деревни Малая Боровка Дарского сельсовета, посёлки Гомельское шоссе, Долгое, Славгородское шоссе Вейнянского сельсовета и Дубинец Полыковичского сельсовета Могилёвского района Могилёвской области.

## Состав
Включает 14 населённых пунктов:
- Берёзовка — деревня
- Днепр — посёлок
- Калиновая — деревня
- Коминтерн — деревня
- Краснополье-2 — деревня
- Купёлы — деревня
- Николаевка 1 — деревня
- Николаевка 2 — деревня
- Николаевка 3 — деревня
- Половинный Лог — деревня
- Полыковичи — агрогородок
- Полыковичи 2 — деревня
- Полыковичские Хутора — деревня
- Сеньково — посёлок